# Eckhart Mines
Eckhart Mines es un lugar designado por el censo ubicado en el condado de Allegany en el estado estadounidense de Maryland. En el Censo de 2010 tenía una población de 932 habitantes y una densidad poblacional de 234,43 personas por km².

## Geografía
Eckhart Mines se encuentra ubicado en las coordenadas 39°39′18″N 78°53′39″O / 39.65500, -78.89417. Según la Oficina del Censo de los Estados Unidos, Eckhart Mines tiene una superficie total de 3.98 km², de la cual 3.98 km² corresponden a tierra firme y (0%) 0 km² es agua.

## Demografía
Según el censo de 2010, había 932 personas residiendo en Eckhart Mines. La densidad de población era de 234,43 hab./km². De los 932 habitantes, Eckhart Mines estaba compuesto por el 96.35% blancos, el 1.07% eran afroamericanos, el 0.11% eran amerindios, el 0.97% eran asiáticos, el 0.21% eran isleños del Pacífico, el 0% eran de otras razas y el 1.29% pertenecían a dos o más razas. Del total de la población el 0.75% eran hispanos o latinos de cualquier raza.